# Kompleks startowy nr 110 kosmodromu Bajkonur
Kompleks startowy nr 110 – rosyjski (dawniej związkowy) nieczynny kompleks startowy w kosmodromie Bajkonur (Kazachstan) przeznaczony dla rakiet N1 oraz Energia.
Kompleks ten został wybudowany jako miejsce startu dla załogowych misji lądowania na Księżycu N1/Ł3, przy użyciu statku kosmicznego Sojuz 7K-Ł3 i lądownika LK. Superciężka rakieta N1 wykonała cztery loty próbne (wszystkie uruchomione z kompleksu 110), jednak wszystkie zakończyły się katastrofą przed odłączeniem pierwszego członu.
Pierwszy start z tego kompleksu miał miejsce 21 lutego 1969 r. z wyrzutni 110/38, zaś 3 lipca 1969 r. nastąpił kolejny start z tej samej platformy. Podczas drugiego startu nastąpiła awaria silników stopnia 1 podczas startu na wysokości ok. 150 m. Kawałek metalu dostał się do pompy utleniacza, co wywołało eksplozję w jednym z silników pierwszego stopnia. Wybuch uszkodził przewody paliwowe sąsiednich silników, ogień gwałtownie się rozprzestrzenił i rakieta przewróciła się niszcząc cały kompleks startowy. Eksplozja zniszczyła prawą wyrzutnię, rozbiła okna sześć kilometrów od kompleksu i była widoczna 35 kilometrów dalej w Leninsku. Odbudowa trwała ponad osiemnaście miesięcy.
Loty N1 zostały wznowione 26 czerwca 1971 roku, tym razem z lewej wyrzutni. Po kolejnej awarii i niepowodzeniu następnego startu 23 listopada 1972 roku, projekt N1/Ł3 został porzucony.
Obie wyrzutnie N1 zostały następnie przebudowane do obsługi rakiet Energia oraz promów Buran. Dwie obrotowe wieże serwisowe zostały zmniejszone o 60 metrów, aby dopasować się do mniejszej wysokości rakiety Energia. Trzecia wyrzutnia została zbudowana od podstaw jako kompleks nr 250 i była przeznaczona do startów bezzałogowych. Rakiety Energia startowały tylko dwa razy. Pierwsza misja (Energia-Polus) w dniu 15 maja 1987 roku została wystrzelona z kompleksu 250, zaś druga (Buran 1K1) – z 110/37. Był to ostatni start z tego kompleksu i jednocześnie ostatni start rakiety Energia.
Dziś obie wyrzutnie nr 110 nadal stoją, jednak popadły w ruinę. Kompleks 110 wybrany został jako lokalizacja dla Bayterek Launch Complex, który ma być przeznaczony dla rakiet Angara, jednak ostatecznie wybrano kompleks nr 250. Rozważano również kompleks startowy nr 200, wykorzystywany obecnie przez rakiety Proton.